# Ben Gageik
Ben Gageik (* 22. April 1988 in Düsseldorf) ist ein deutscher Schauspieler.

## Leben
Ben Gageik ist zweisprachig (deutsch, englisch) aufgewachsen und hat schottische Wurzeln. 2008 machte er sein Abitur am Goethe-Gymnasium in Düsseldorf und leistete dann seinen Wehrdienst bei der Luftwaffe ab.
Sein schauspielerisches Talent wurde bereits früh an seiner musisch angelegten Schule entdeckt und von engagierten Lehrern gefördert.
Gageik gab sein Debüt 2008 in dem Kurzfilm „Der arme Bub“. In den darauf folgenden Jahren schlossen sich weitere Rollen bei RTL, ARD, ZDF und in diversen Kurzfilmen an. 2010 spielte er die Hauptrolle in Anil Jacob Kunnels „Pixelschatten“.
„Romeos“, der am 8. Dezember 2011 in den deutschen Kinos startete, ist Gageiks erster Kinofilm. „Romeos“ feierte in der Sektion „Panorama“ auf der 61. Berlinale seine Weltpremiere.

## Filmografie (Auswahl)
- 2007: Schwesterherz
- 2008: Der Arme Bub
- 2009: Wir Jetzt
- 2010: Ein neuer Wind
- 2010: Die Hausherrin
- 2010: Pixelschatten
- 2011: Romeos
- 2011: Alarm für Cobra 11
- 2011: Die Männer der Emden
- 2012: Mord mit Aussicht
- 2020: Das Damengambit

## Theater
- 2005: Nibelungen Lied – Düsseldorfer Schauspielhaus
- 2006: Kasimir, Karoline & Du
- 2007: Aufbrechen
- 2008: Jason Medea
- 2009: Don Carlos – Düsseldorfer Schauspielhaus
- 2010: SUD
- 2010: The killer in me is the killer in you
- 2011: Der zerbrochene Krug
- 2012: Tumult im Narrenhaus